# Dramiševo (Nevesinje, BiH)
Dramiševo je naseljeno mjesto u općini Nevesinje, Republika Srpska, BiH.

## Povijest
Nakon potpisivanja Daytonskog mirovnog sporazuma izdvojeno je istoimeno naseljeno mjesto koje je pripalo općini Konjic koja je ušla u sastav Federacije BiH.

## Stanovništvo

### Popisi 1971. – 1991.
| Dramiševo          |             |             |             |              |
| godina popisa      | 1991.       | 1981.       | 1971.       | 1961.        |
| Srbi               | 37 (92,50%) | 51 (86,44%) | 94 (83,93%) | 108 (81,82%) |
| Hrvati             | 3 (7,50%)   | 8 (13,56%)  | 17 (15,18%) | 24 (18,18%)  |
| Jugoslaveni        | 0           | 0           | 0           | 0            |
| ostali i nepoznato | 0           | 0           | 1 (0,89%)   | 0            |
| ukupno             | 40          | 59          | 112         | 132          |

### Popis 2013.
| Biograd            |             |
| godina popisa      | 2013.       |
| Srbi               | 5 (100,00%) |
| Bošnjaci           | 0           |
| Hrvati             | 0           |
| ostali i nepoznato | 0           |
| ukupno             | 5           |

## Religija
U Dramiševu se nalazi katoličko groblje.
Godine 1972. je u Seljanima podignuta je grobljanska kapelica u čast sv. Ivana Krstitelja za Kruševljane, Dramiševo, Seljane i Vranješinu.

## Poznate osobe
- Miljenko Marić, hrvatski književnik